# Línea Lorca-Baza
La línea Lorca-Baza fue una línea férrea española de ancho ibérico que enlazaba los municipios de Lorca (Murcia) con Baza (Granada). El trazado tenía una longitud de 133 km y poseía un ramal ferroviario hasta la localidad costera de Águilas. Con posterioridad la línea formó parte del ferrocarril Murcia-Granada, clausurado al tráfico en su mayor parte en 1985.

## Historia
A finales del siglo XIX los derechos de construcción de una línea férrea que uniera Lorca con Baza y Águilas fueron obtenidos por la recientemente creada Great Southern of Spain Railway Company, de capital británico. Los trabajos de construcción, que transcurrieron entre 1890 y 1894, no estuvieron exentos de dificultades por la orografía imperante en la zona. Para 1890 ya se había finalizado el tramo entre Lorca y Almendricos, mientras que a finales de 1893 ya se había prolongado la vía hasta Almanzora; a lo largo de 1894 se completó el resto del trazado, hasta Serón y Baza, finalizando la construcción a finales de año. El propósito inicial de la construcción de la línea fue el transporte, para la exportación por el embarcadero del Hornillo, de mineral de hierro procedente de las minas de la cara norte de la sierra de Los Filabres, sobre todo desde el coto minero de Las Menas.
En 1941, con la nacionalización de todos los ferrocarriles de vía ancha, la línea pasó a integrarse en RENFE. Con los años se integró en el denominado ferrocarril del Almanzora, que enlazaba Murcia con Granada. En 1985 se clausuró el trazado comprendido entre Almendricos y Guadix por motivos económicos.